# أليسيا أيليس
أليسيا أيليس (بالفرنسية: Alicia Aylies)‏ (ولدت في 21 أبريل 1998) عارضة أزياء وحاملة لقب مسابقة ملكة جمال سابقة بعد تتويجها بمسابقة ملكة جمال فرنسا 2017،قامت بتمثيل فرنسا في مسابقة ملكة جمال الكون 2017.

## روابط خارجية
aliciaayliesoff على تويتر.